# Burdick West Peak
Der Burdick West Peak (bulgarisch Връх Западен Бурдик Wrach Sapaden Burdik, deutsch ‚Westliche Burdick-Spitze‘) ist ein 455 m hoher Berg im östlichen Teil der Livingston-Insel im Archipel der Südlichen Shetlandinseln. Er ragt 1 km nordwestlich bis westlich des Burdick Peak, 620 m südsüdöstlich des Rezen Knoll und 3,86 km ostsüdöstlich des Aleko Rock sowie 4,75 km östlich bis nördlich des Sinemorets Hill auf.
Bulgarische Wissenschaftler nahmen zwischen 1995 und 1996 Vermessungen vor und benannten ihn in Anlehnung an seine geografische Lage zum Burdick Peak. Dessen Namensgeber ist der US-Amerikaner Christopher Burdick († 1831), der als Kapitän des Schoners Huntress aus Nantucket die Südlichen Shetlandinseln zwischen 1820 und 1821 besuchte. Das Advisory Committee on Antarctic Names übertrug 1997 die bulgarische Benennung ins Englische.